# Pascale Gruny

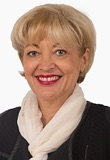
Pascale Gruny, 2017

Pascale Gruny (* 18. Februar 1960 in Cambrai) ist eine französische Politikerin der Partei Les Républicains.
Gruny absolvierte eine Ausbildung zur Wirtschaftsprüferin und war unter anderem leitende Mitarbeiterin in einer Wirtschaftsprüfungskanzlei in Nesle. Sie wurde 1983 in den Gemeinderat von Offoy (Somme) gewählt, wo sie von 1989 bis 1995 stellvertretende Bürgermeisterin war. 
Als Nachrückerin für Xavier Bertrand, der zum Staatssekretär ernannt wurde und sein Mandat deshalb niederlegen musste, zog Gruny im Mai 2004 in die Nationalversammlung ein, wo sie den 2. Wahlkreis des Départements Aisne vertrat. Da Bertrand auch nach der Parlamentswahl 2007 der Regierung angehörte, nahm Gruny bis Februar 2009 wiederum dessen Parlamentsmandat wahr. Bei der Europawahl 2009 wurde Gruny ins Europäische Parlament gewählt, wo sie dem Vorstand der EVP-Fraktion angehörte. Dieses Mandat legte sie jedoch im Dezember 2010 nieder, als sie wieder in die französische Nationalversammlung einzog. Dieser gehörte sie bis zur Wahl im Juni 2012 an. 
Im September 2014 wurde Gruny als Vertreterin des Départements Aisne in den französischen Senat gewählt. Bei der Senatswahl 2020 wurde sie bestätigt, seit Oktober 2020 ist sie Vizepräsidentin des Senats. Zudem gehört Gruny seit 2015 dem Départementrat von Aisne an.